# 計價標準
計價標準（英語：numéraire）是計算值的基本標準。在數理經濟學中，它是一個可交易的經濟實體，就價格而言，計價標準用來表示所有其他可交易品的相對價格。在貨幣經濟學中，貨幣的其中一種功能即是扮演計價標準的角色。貨幣可以充當記帳單位，提供人們衡量各種商品和服務的價值的共同基準。無論是貨幣還是某些消費品，當只有價格是唯一攸關時，使用計價商品可以幫助比較價值，可參考一般均衡理論。在經濟分析中，當我們指稱一特定商品為計價標準，所有其他商品的價格將根據該計價商品進行「標準化」（normalization）。例如，如果一件商品 g 的市場價值為計價標準的兩倍，則 g 的相對價格為2。由於每個單位的計價標準值相對於其自身的一個單位值是1，因此計價標準的恆為1。

## 計價標準的計算
需要定義本節中的表示法。
在擁有交易證券的金融市場中，人們可以使用計價標準的變更來定價資產。例如，在時間為0時投資1美元於貨幣市場，則在時間為{\displaystyle t}時符合此算式{\displaystyle M(t)=\exp \left(\int _{0}^{t}r(s)ds\right)}。此外資產定價的基本定理表明，所有按貨幣市場定價的資產 ({\displaystyle S(t)})是遵循風險中性措施( {\displaystyle Q})的鞅。那就是{\displaystyle {\frac {S(t)}{M(t)}}=E_{Q}\left[\left.{\frac {S(T)}{M(T)}}\right|{\mathcal {F}}(t)\right]\qquad \forall \,t\leq T.}現在，假設{\displaystyle N\left(t\right)>0}是另一種完全正面的交易資產（也就是在按貨幣市場定價時是鞅）。
然後，透過拉东-尼科迪姆定理，我們可以定義一個新的概率測量{\displaystyle Q^{N}}，
{\displaystyle {\frac {dQ^{N}}{dQ}}={\frac {M(0)}{M(T)}}{\frac {N(T)}{N(0)}}.}
再藉由拉东-尼科迪姆定理可以證明當新的計價標準{\displaystyle N(t)}定價時，{\displaystyle S(t)}是{\displaystyle Q^{N}}下的鞅：
{\displaystyle {\begin{aligned}&{}\quad E_{Q^{N}}\left[\left.{\frac {S(T)}{N(T)}}\right|{\mathcal {F}}(t)\right]\\&=E_{Q}\left[\left.{\frac {M(0)}{M(T)}}{\frac {N(T)}{N(0)}}{\frac {S(T)}{N(T)}}\right|{\mathcal {F}}(t)\right]/E_{Q}\left[\left.{\frac {M(0)}{M(T)}}{\frac {N(T)}{N(0)}}\right|{\mathcal {F}}(t)\right]\\&={\frac {M(t)}{N(t)}}E_{Q}\left[\left.{\frac {S(T)}{M(T)}}\right|{\mathcal {F}}(t)\right]={\frac {M(t)}{N(t)}}{\frac {S(t)}{M(t)}}={\frac {S(t)}{N(t)}}.\end{aligned}}}
該技術在倫敦同業拆放利率（英語：LIBOR）和掉期交易的市場模型以及商品市場都具有許多重要的應用。Farshid Jamshidian（1989）首先在赫爾懷特模型的背景下使用它來計算債券期權價格。格曼，妮可·厄尔·卡露伊和Rochet（1995）介紹了改變計價標準技術的一般形式框架。 有關更改計價標準工具包的信息，請參閱Brigo和Mercurio（2001）。